# Karl-Heinz Weigang
Karl-Heinz Weigang (1935. augusztus 24. – 2017. június 12.) német labdarúgóedző.

## Pályafutása
1964-65-ben a Srí Lanka-i, 1966 és 1968 között a dél-vietnámi, 1970 és 1973 között mali válogatott szövetségi kapitánya volt. Az afrikai csapattal 1972-ben ezüstérmes lett az afrikai nemzetek kupáján. 1974-75-ben a ghánai válogatott szakmai munkáját irányította. 1979 és 1982 között a maláj válogatott szövetségi kapitánya volt és sikeresen kvalifikálta a csapatot az 1980-as moszkvai olimpiára, amin viszont Malajzia nem vett részt bojkott miatt. 1982 és 1994 között ismét Afrikában dolgozott. Négy évig a kameruni ifjúsági válogatott vezetőedzője volt. 1987-88-ban Canon Yaoundé csapatánál tevékenykedett. 1989 és 1994 között a gaboni válogatottnál dolgozott. 1995 és 1997 között a vietnámi válogatott szövetségi kapitányaként tevékenykedett. 1997 és 2000 között a maláj Perak FA vezetőedzője volt két maláj kupa-győzelmet ért el az együttessel. 2005-06-ban a Johor FA ifjúsági csapatánál dolgozott. 2016-17-ben pedig újra a Perak szerződtette technikai vezetőnek.

## Sikerei, díjai
- FIFA Érdemrend (1998)[3]

 Mali
- Afrikai nemzetek kupája
  - döntős: 1972

 Perak FA
- Maláj kupa
  - győztes: 1998, 2000